# Крізь Зодіак
«Крізь Зодіак» (англ. Across the Zodiac) — дебютний науково-фентезійний роман англійського письменника-фантаста Персі Ґреґа, який вважається родоначальником піджанру наукової фентезі меч і планета.

## Стислий сюжет
Книга присвячена створенню та використанню афергії, формі антигравітаційної енергії, та деталей польоту на Марс у 1830 році. На планеті мешкають дрібні істоти; вони переконані, що життя не існує ніде, окрім своєї планети, і відмовляються вірити в те, що неназваний оповідач насправді з Землі. (Вони думають, що він надзвичайно високий марсіани з якогось віддаленого місця на своїй планеті.)
Оповідач книги називає свій космічний корабель «Астронавт».

## Іншопланетна мова
Книга містить, мабуть, першу іншопланетну мову у художній літературі загалом.

## Вплив
Аналогічний заголовок був використаний для більш пізньої подібної книги «Крізь Зодіак: історія пригод» (1896) Едвіна Палландері (1869-1952) (псевдонім англійського біолога, ботаніка та посьменника Ланселота Френсіса Сандерсона Бейлі). Палландер скопіював деякі елементи сюжету Грега; зокрема, у його книзі сила тяжіння заперечується гіроскопом.